# 工作與時日

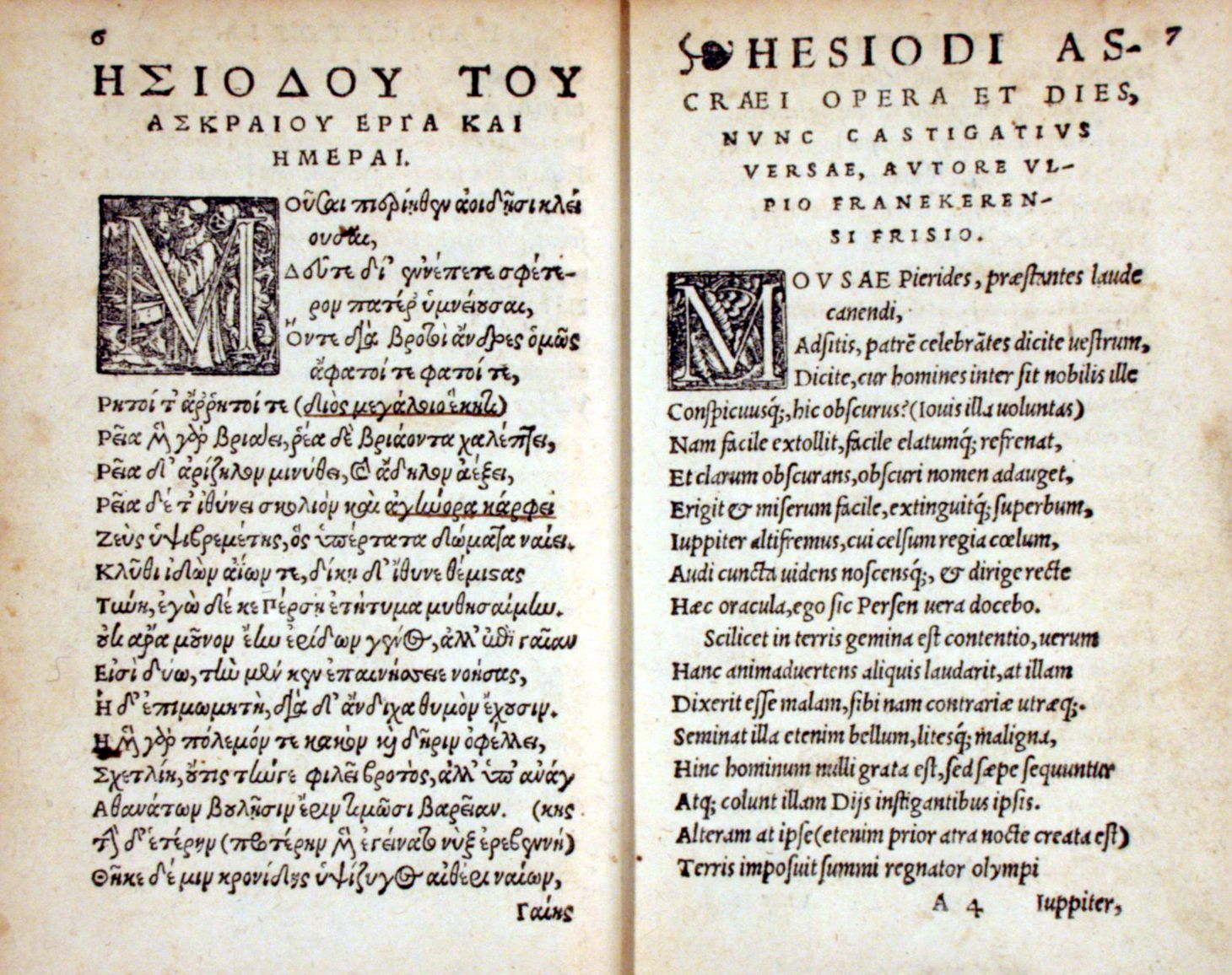
來自1539年版《工作與時日》的一張圖片。

《工作與時日》（Erga kai Hēmerai）為古希腊诗人赫西俄德於大約公元前7世紀所写的田园牧诗，系统地记录了当时农耕生产的知识，表现了平静而优美的农村生活场景，富于生活气息，包含有很多道德和农业生产方面的警句，是早期一部百科全书式的著作，广泛地为后世古典作家所引用。在其中心，《工作与时日》是一个农民的年鉴，赫西奥德在指导他的兄弟珀耳塞斯的农艺。 学者们在希腊大陆的土地危机背景下看到了这项作品，这引发了一场殖民地探险以寻找新土地的浪潮。 在这首诗中，诗人赫西俄德还向他的兄弟提供了他应该如何过他的生活的广泛的道德建议。《工作与时日》可能最出名的是它的两个神话原因論：辛苦和痛苦，定义了人类的状况：普罗米修斯和潘多拉的故事，以及所谓的五个时代的神话。

## 延伸阅读
- 神谱
- 特洛伊始末
- 泰坦战记
- 忒拜始末
- 荷马史诗